# Neuroingegneria
La neuroingegneria è una disciplina che sfrutta le tecniche proprie dell'ingegneria per interagire con, curare, sostituire e migliorare le funzioni del sistema nervoso, o di sue componenti. Gli specialisti di questo settore si occupano di risolvere i problemi di interfaccia ed interazione tra il tessuto neurale vivente e dispositivi artificiali.

## Quadro d'insieme
Questo campo dell'ingegneria incrocia le competenze tipiche delle neuroscienze computazionali e sperimentali, della neurologia clinica, dell'ingegneria biomedica, dell'ingegneria elettronica, e dell'elaborazione dei segnali biomedici, con particolare riferimento ai segnali provenienti dal, o legati al sistema nervoso. Comprende elementi propri della robotica, della cibernetica, dell'ingegneria informatica, della scienza dei materiali, e delle nanotecnologie.
Gli obiettivi primari della neuroingegneria sono il recupero e l'ampliamento delle funzioni umane attraverso l'interazione diretta tra il sistema nervoso e dispositivi artificiali. I fondamenti della neuroingegneria riguardano alla relazione tra neuroni, reti neurali e funzioni del sistema nervoso e modelli per agevolare lo sviluppo di dispositivi in grado di interpretare e controllare segnali e produrre risposte mirate. La direzione essenziale di questo sviluppo di campo si basa sulla progettazione di modelli concettuali di rappresentazioni teoriche di biosistemi (interi o delle loro parti funzionali) osservati in natura. In effetti, l'integrazione delle macchine con il sistema nervoso è la sfida centrale di questa fase della rivoluzione tecnologica. I progressi in questi sforzi ci consentono di monitorare e/o modulare l'attività neurale. Ad esempio, poiché le interazioni madre-feto consentono al sistema nervoso del bambino di evolversi con un'adeguata sensibilità biologica e di fornire i primi risultati nello sviluppo cognitivo, lo studio del modello neurocognitivo madre-feto apre la strada alla progettazione di una gestione informatica non invasiva da parte del cervello e di dispositivi medici per il trattamento non invasivo dei sistemi nervosi danneggiati.
La ricerca in questo settore è principalmente focalizzata sulla codifica e l'interpretazione dei sistemi preposti all'organizzazione sensorimotoria, sulla quantificazione del grado di deterioramento di tale sistema in presenza di stati patologici, e sulla possibilità di contrastare tale deterioramento attraverso l'interazione con dispositivi artificiali, quali ad esempio le interfacce cervello-computer e le neuroprotesi.
Settori più specializzati dello sviluppo della neuroingegneria per il monitoraggio e la modulazione dell’attività neurale mirano a creare concetti potenti come “elettrodi simili a neuroni” (neuron-like electrodes), “elettrodi ibridi biotici-abiotici” (hybrid biotic–abiotic electrodes), “planar complementary metal-oxide semiconductor systems”, “nanomateriali bioconiugati iniettabili” (injectable bioconjugate nanomaterials), “microchip optoelettronici impiantabili” (implantable optoelectronic microchips).

## Storia
Dal momento che la disciplina è relativamente recente, le riviste scientifiche internazionali che si occupano degli aspetti ad essa correlati sono di recente attivazione: tra essi, pionieri sono il Journal of NeuroEngineering and Rehabilitation, e successivamente il Journal of Neural Engineering. In Italia, l'interesse in questo settore ha portato anche alla organizzazione di una Scuola in neuroingegneria, che viene organizzata dall'Università degli Studi di Genova con cadenza annuale, e dedicata a Massimo Grattarola, pioniere di tale disciplina.
Anche l'Università di Pisa ha un curriculum di studi denominato "Ingegneria neurale", nell'ambito del corso di laurea magistrale in Ingegneria bionica.